# Càlpida
Càlpida o calpis (grec antic: κάλπις, ιδος) era el nom d'una gerra per contenir aigua feta de terrissa. És una altra denominació de la hídria, segons Aristòfanes, que fa sinònimes les dues paraules.
Els especialistes diferencien els dos tipus de gerres, i expliquen que la càlpida és una modificació de la hídria, amb el cos més rodó, el coll més curt i les anses cilíndriques. Les gerres de tipus hídria es troben més aviat a Etrúria; i les càlpides, al sud d'Itàlia.
La càlpida és un estri molt antic, i amb aquest nom el mencionen tant Homer com Píndar Servia per transportar aigua, i la portaven les noies al cap al tornar de la font. També s'usava per posar-hi ungüents, per depositar-hi vots o com a urna funerària.